# 小林 (イラストレーター)
小林ちさと（こばやしちさと、4月4日 - ）は台湾出身のイラストレーター、漫画家、ゲームクリエイター（原画家・グラフィッカー）である。

## 略歴
・2001年ビブロスのゲーム情報誌『カラフルPureGirl』2001年1月号に投稿して特賞に当選、同じ頃に株式会社ピーズサイテック編集の海外美少女情報誌『ぷりナビ　Vol.2』（2001年3月）で表紙を担当。
・2002年エンターブレインの美少女ゲーム雑誌『DearMy...』2002年7月号より連載した読者参加企画『タウンメモリー』のキャラクターデザインおよびメインビジュアルを担当。2007年6月、『DearMy...』は同社の雑誌『マジキュー』に統合され本企画も移動した。
・2003年以降はコアマガジンの成年向け漫画雑誌『コミックメガキューブ』、『コミックゼロエックス』などでもイラストグラビア、カラー漫画などを手がけている。
・2009年フロンティアワークスのクリエイティブRPG『蒼空のフロンティア』にイラストレーターとして参加。
・2010・2011年ゲームブランドサーカスのゲームタイトル『あるぴじ学園』I&IIに原画一部を担当。
・2010年末では株式会社ブロッコリーが開催するアクエリアンエイジ10周年イラストコンテストに最優秀賞として入選、以降は同作品のシリーズにイラストレーターとして参加している。
・2013年ゲームブランドSkyFishのゲームタイトル『Guardian☆Place～ドエスな妹と3人の嫁～』に原画を担当。

## 作風・その他
同人イベントには『Pocky Factory』というサークルで活動している。同人作品でもオリジナル作品が多いのが特徴。
また『4-Dimensional Pocket』というシナリオライター（不破和也）との合同サークルでも活動している。

## 作品

### キャラクターデザイン・イラスト
- タウンメモリー（漫画雑誌『DearMy...』『マジキュー』連載の読者参加企画。）（エンターブレイン）

### 漫画
- コミックメガキューブ・コミックメガプラス・コミックゼロエックス（コアマガジン）

### オンラインWEBゲーム
- クリエイティブRPG『蒼空のフロンティア』（フロンティアワークス）

### トレーディングカードゲーム
- アクエリアンエイジ（ブロッコリー）

### ゲーム
- あるぴじ学園I＆II（CIRCUS）
- Guardian☆Place～ドエスな妹と3人の嫁～（SkyFish）
- イマコイ サキュバスと添い遂げるオレ!?（とらいあんぐる!）
- アイキス2（戯画）[1]
- アイキス3 sexy（戯画）

### ライトノベル
- 女神さま降臨!=非日常だと思った?（著：白河勇人、オーバーラップ文庫）
- 甘えてくる年上教官に養ってもらうのはやり過ぎですか?（著：神里大和、富士見ファンタジア文庫）
- 草食系なサキュバスだけど、えっちなレッスンしてくれますか?（著：午後12時の男、ダッシュエックス文庫）
- 僕をこっぴどく嫌うS級美少女はゲーム世界で僕の信者（著：相原あきら、電撃文庫）
- 週4で部屋に遊びにくる小悪魔ガールはくびったけ!（著：九曜、GA文庫）

## 関連サイト
- エンターブレイン
- コアマガジン
- フロンティアワークス
- CIRCUS (ブランド)
- ブロッコリー
- SkyFish